# Myotis hajastanicus
Il vespertilio d'Armenia (Myotis hajastanicus  Argyropulo, 1939) è un pipistrello della famiglia dei Vespertilionidi endemico dell'Armenia.

## Descrizione

### Dimensioni
Pipistrello di piccole dimensioni con la lunghezza dell'avambraccio tra 35 e 37 mm, la lunghezza della coda tra 39 e 49 mm e un peso fino a 9 g.

### Aspetto
La pelliccia è lunga sul dorso. Le parti dorsali sono bruno-chiare, con la base dei peli brunastra e le punte dorate, mentre le parti ventrali sono brunastre verso la testa e più chiare verso la coda. Il muso è marrone scuro. Le orecchie sono relativamente corte e marroni scure. Le membrane alari sono attaccate posteriormente alla base delle dita dei piedi, i quali sono piccoli. La coda è lunga ed inclusa completamente nell'ampio uropatagio.

## Biologia

### Comportamento
Si rifugia all'interno delle grotte e nelle fessure rocciose. È una specie sedentaria. Forma vivai con sole femmine.

### Alimentazione
Si nutre di insetti catturati in volo.

## Distribuzione e habitat
Questa specie è endemica del bacino del Lago Sevan, nell'Armenia centro-orientale.
Vive nelle zone semi-aride a circa 1.800 metri di altitudine.

## Conservazione
La IUCN Red List, considerato l'areale veramente limitato e che non ci sono più osservazioni dal 1980 nonostante siano state organizzate diverse spedizioni alla sua ricerca, classifica M.hajastanicus come specie in grave pericolo (CR). Probabilmente è già estinta.